# Robert Šimůnek
Robert Šimůnek (* 23. března 1971, Praha) je český historik.
Vystudoval historii na Filozofické fakultě Univerzity Karlovy, kde získal roku 1994 titul magistra a v roce 2003 zde obhájil disertační práci s názvem Správní systém šlechtického dominia v pozdně středověkých Čechách. Rožmberská doména 1418–1472. V rámci doktorského studia též absolvoval stáž na univerzitě v Kostnici.
Vyučoval na Filozofické fakultě Univerzity Karlovy, v současné době působí jako vědecký pracovník v oddělení dějin středověku Historického ústavu Akademie věd ČR. Odborně se zaměřuje na středověké dějiny z hlediska reprezentace šlechty, dějin měst a sociálních dějin, dalším významným tématem je pak historická geografie. Součástí jeho rozsáhlé publikační činnosti je vedle řady monografií a studií též spolupráce na několika svazcích řady Historický atlas měst České republiky.